# رومتا
رومتا (به ایتالیایی: Rometta) یک کومونه در ایتالیا است که در استان مسینا واقع شده‌است.

## خصوصیات
رومتا ۳۲٫۵ کیلومترمربع مساحت و ۶٬۴۵۸ نفر جمعیت دارد و ۵۶۰ متر بالاتر از سطح دریا واقع شده‌است.